# Parc Lawrance
Pour les articles homonymes, voir Lawrence.
Le parc Lawrance est un jardin public situé à Pau, dans le département français des Pyrénées-Atlantiques, en région Nouvelle-Aquitaine.

## Présentation
Le parc Lawrance est un parc présentant des arbres centenaires, tels que des cèdres du Liban, des pelouses et des sentiers.
Il est situé dans un quartier aux nombreuses villas anglaises du XIXe siècle, non loin du parc des expositions de Pau ou de la place de Verdun.

### La villa
La villa Lawrance est construite en 1840 et s'appelle alors la villa Schlumberger.
Elle prend son nom actuel après son acquisition par la famille Lawrance en 1893, déjà installée dans leur hôtel de la rue Louis-Barthou, actuel siège de la Banque de France. À l'époque il s'agit d'une villa à la campagne, la ville de Pau ne s'étendant pas encore jusque-là.
Les Lawrance achètent des terrains aux alentours afin d'étoffer le parc. Celui-ci est acheté par la ville de Pau pendant la Seconde Guerre mondiale.
La villa Lawrance abrite successivement la faculté de droit, d'économie et de gestion avant la création de l'Université de Pau et des Pays de l'Adour, puis le siège du Cercle anglais de Pau et ses collections depuis 2002, et l'Académie de Béarn depuis 2019.